# المدرسة الصينية
المدرسة الصينية (بالصينية المبسطة: 中文 学校؛ بالصينية التقليدية: 中文 學校؛ بينيين: zhōng wén xué xiào) هي المدرسة التي أنشئت لغرض تدريس أصناف الصينية (على وجه الخصوص، الماندرين والكانتونية)، على الرغم من أن الغرض يمكن أن يختلف لتدريس جوانب مختلفة من الثقافة الصينية مثل الفن الصيني، والخط، وفنون الدفاع عن النفس. ويمكن أن تكون هذه البرامج مؤسسة مستقلة أو جزءا من مؤسسة تعليمية قائمة. على سبيل المثال، مدرسة هواشيا الصينية في غريت فالي، بنسلفانيا تعمل بشكل مستقل عن مدرسة غريت فالي الثانوية حيث يتم تدريسها. ومع ذلك، بعض البرامج هي جزء من المناهج الدراسية، وعادة ما يكون فرع من قسم اللغة الأجنبية. وفقا لبيانات مهمة مختلفة، العديد من المدارس الصينية تهدف للحفاظ على اللغة والثقافة الصينية التقليدية. في عام 2007، وصفت يو إس إي تو داي اللغة الصينية «... أنها الإنجليزية الجديدة». وهناك اتجاه حديث في عام 2011 يدل على أن الحكومة الصينية قدمت أيضا تمويلا للمناطق التعليمية في الولايات المتحدة مع تمويل إضافي على رأس التمويل الذي تلقوه بالفعل من الحكومة الأمريكية. ونتيجة لذلك، كان هناك أيضا قلق من أن الحكومة الصينية قد تتسلل أيضا إلى نظام التعليم خارج حدودها، حيث يشعر بعض الناس في منطقة تعليمية في كولومبوس، أوهايو أنها قد فعلت ذلك.

## خلفية تاريخية
قبل عام 1996، كان هناك برنامجان للغمر الصيني في الولايات المتحدة، وكلاهما موجود في منطقة خليج سان فرانسيسكو. في تلك السنة، بدأ أول برنامج غمر صيني خارج منطقة الخليج في بوتوماك، ميريلاند وانتشر إلى أجزاء أخرى كثيرة من الولايات المتحدة. اعتمادا على المنطقة، هناك عادة هيئة إدارة تنظم وشبكات المدارس الصينية المختلفة معا. في الولايات المتحدة على سبيل المثال، رابطة المدارس الصينية في الولايات المتحدة هي واحدة من هذه الهيئات التي تأسست في عام 1994. وكالات أخرى موجودة في جميع أنحاء العالم.

## منهج دراسي
يمكن أن تختلف المناهج الدراسية الصينية النموذجية اعتمادا على مدرسة معينة. ومع ذلك، يتم تضمين لغة الماندرين الصينية ومختلف جوانب الثقافة الصينية مثل الفن الصيني والفنون القتالية الصينية عادة.

### لغة صينية

معظم الناطقين باللغة الإنجليزية يجدون هذه الأصوات صعبة.

يتحدث اللغة الصينية حوالي 1.2 مليار شخص أو حوالي 16٪ من سكان العالم. المدارس الصينية عادة تعليم اللغة الصينية المكتوبة والمنطوقة. مع تزايد أهمية وتأثير الاقتصاد الصيني على الصعيد العالمي، تعليم الماندرين تكتسب شعبية في المدارس في الولايات المتحدة، وأصبح موضوعا شعبيا متزايد من الدراسة بين الشباب في العالم الغربي، كما هو الحال في المملكة المتحدة. واحدة من أدوات التدريس المستخدمة على نطاق واسع في المدارس الصينية هو نظام بينيين، والمعروف أيضا باسم النظام الصوتي الرسمي لنقل النصوص الماندرين من الحروف الصينية إلى الأبجدية اللاتينية التي وضعت في 1950s على أساس أشكال سابقة من الكتابة بالحروف اللاتينية. وقد نشرته الحكومة الصينية في عام 1958 ونقحت عدة مرات. واعتمدت المنظمة الدولية للمعايير (ISO) بينيين كمعيار دولي في عام 1982.

### فن الخط الصيني

أدوات الخط

الكتابة الصينية التي تدرس في المدارس الصينية تستخدم أساليب كما هو محدد من قبل Shūfǎ (書法) من الصين، وهو ما يعني «طريقة / طريقة / قانون الكتابة». المناهج في الكتابة الصينية تركز عادة على نظام كتابة المجموع والتكرار. المدارس أيضا تعلم علاقة الكلمات على أساس الأحرف الصينية، كما العديد من الكلمات تأتي من الأفكار التي تتعلق بموضوع معين. كتابة المجموع للكلمات هي أيضا مهمة لأنها تملي كيف يمكن العثور على الكلمات الصينية في القاموس الصيني.

### فن صيني
يتم تدريس الفن الصيني في المدارس الصينية في أعقاب التقنيات على النحو المنصوص عليه في اللوحة الصينية. فمثلا:
- غونغ-بي (工筆)، وهذا يعني «دقيق»، يستخدم فرشاة مفصلة للغاية التي تحدد التفاصيل بدقة شديدة. وغالبا ما تكون ملونة للغاية، وعادة ما يصور الموضوعات السردية أو الروائية. وغالبا ما يمارسها الفنانون الذين يعملون في البلاط الملكي أو في ورش عمل مستقلة. كانت لوحات الطيور والزهور في كثير من الأحيان على هذا النمط.
- اللوحة بالحبر والغسل، بالصيغة الصينية شوي-مو أو (水墨 [12]) تدعى أيضا الرسم بالألوان المائية أو الرسم بالفرشاة، والمعروفة أيضا باسم «الرسم الأدبي»، حيث كانت واحدة من «الفنون الأربعة» لعلماء الصين مرتفعي المقام.[13] من الناحية النظرية كان هذا الفن الذي يمارسه السادة، وهو التميز الذي بدأ في الكتابات الفنية من سلالة سونغ، على الرغم من أنه في الواقع وظائف الدعاة الرائدون يمكن أن تستفيد إلى حد كبير.[14] ويشار إلى هذا النمط أيضا باسم «شيه يي» (寫意) أو أسلوب اليد الحرة.

### فنون الدفاع عن النفس الصينية
فنون الدفاع عن النفس الصينية، التي تسمى أحيانا «الكونغ فو» هي عدد من أنماط القتال التي تطورت على مر القرون في الصين. المدارس الصينية غالبا ما تقدم مثل هذه البرامج كجزء من المناهج الدراسية لأنها واحدة من الجوانب الأساسية للثقافة الصينية. على الرغم من أن بعض أساليب فنون الدفاع عن النفس قد تكون نشأت في أجزاء أخرى من آسيا مثل الكاراتيه والتايكوندو، إلا أنها تدرس أحيانا كما لو كانت جزءا من التراث الصيني.

## الأحداث الكبرى

### رأس السنة الصينية
اقامت العديد من المدارس الصينية حفل عيد رأس السنة الصينى ة حيث ان المهرجان يعد احتفالا صينيا هاما يحتفل به في مطلع التقويم الصينى. ويعرف أيضا باسم مهرجان الربيع، وهي الترجمة الحرفية للاسم الصيني الحديث. احتفالات السنة الصينية الجديدة التي تدار تقليديا من ليلة رأس السنة الصينية الجديدة، في اليوم الأخير من الشهر الأخير من التقويم الصيني، إلى مهرجان المصابيح في اليوم الـ 15 من الشهر الأول، مما يجعل المهرجان أطول في التقويم الصيني. ويوافق اليوم الأول من العام الجديد بين 21 و 20 شباط / فبراير.

## المدارس الصينية البارزة
- مدرسة الغمر الصينية في دي أفيلا، سان فرانسيسكو، كاليفورنيا
- مدرسة هواشيا اديسون الصينية، اديسون،نيو جيرسي
- مدرسة إيسيماندارين الصينية، شنغهاي، الصين